# 1545 год в науке
В 1545 году произошли различные научные и технологические события, некоторые из которых представлены ниже.

## События
- Основаны ботанические сады в Падуе (старейший из действующих до сих пор) и во Флоренции[англ.].

## Публикации
- Георгий Агрикола: «De natura eorum quae effluunt e terra».
- Джероламо Кардано опубликовал «Ars Magna», где впервые описал общие методы решения уравнений третьей и четвёртой степени.
- Амбруаз Паре опубликовал свою первую книгу, трактат по военно-полевой хирургии: «La méthode de traicter les playes faictes par hacquebutes et aultres bastons à feu et de celles qui sont faictes par flèches, dardz et semblables».
- Гемма Фризиус: «De Radio astronomico et geometrico».
- Иоганн Шойбель: «De Nvmeris et Diversis Rationibvs seu Regulis computationum Opusculum, a Ioanne Scheubelio compositum…».
- Шарль Этьенн: «De dissectione partium corporis humani, libri tres», где описаны венозные клапаны печени.

## Родились

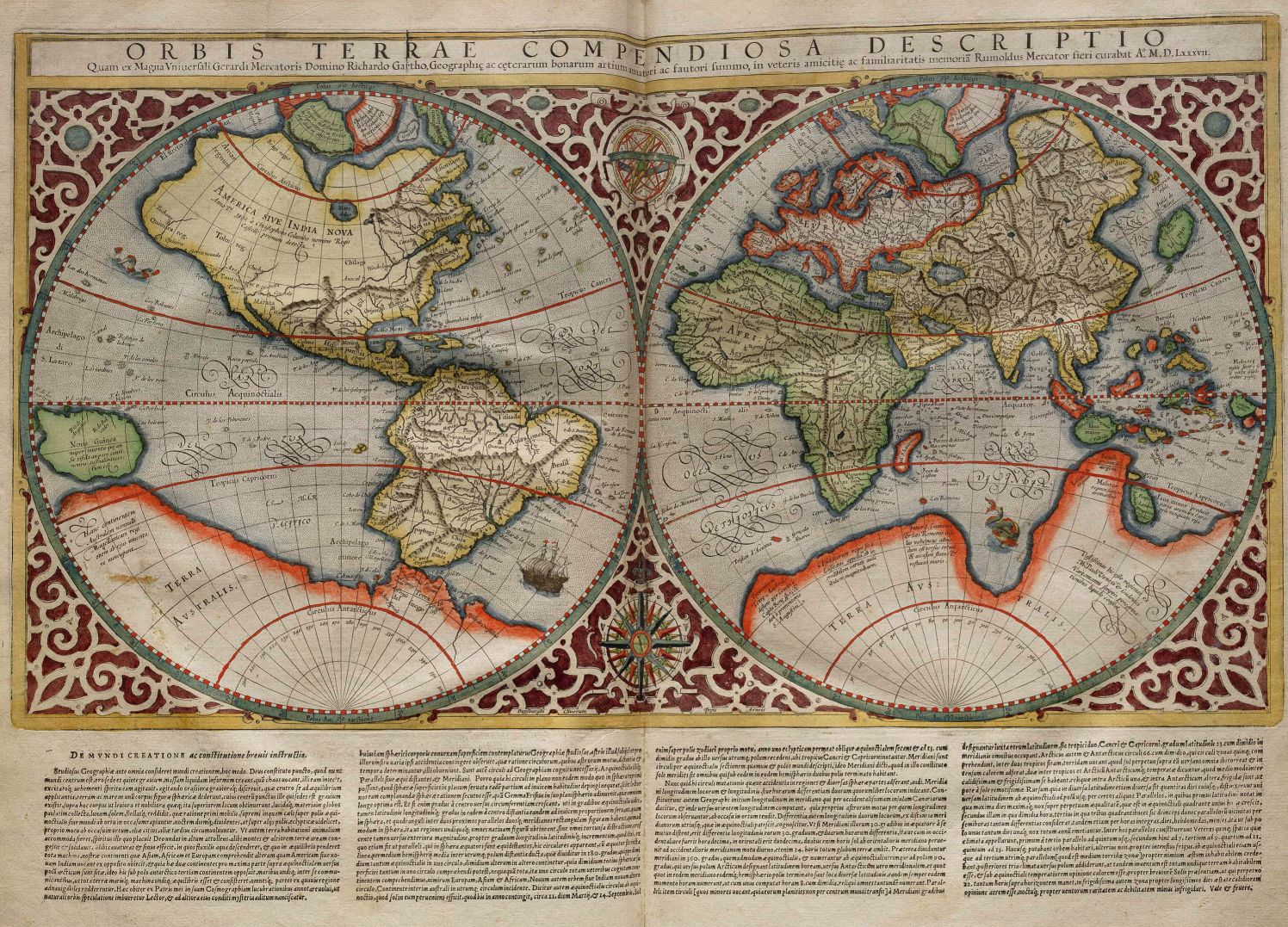
Карта мира Румальда Меркатора (1587)

См. также: Категория:Родившиеся в 1545 году
- 11 января — Гвидобальдо дель Монте,  итальянский математик, механик, астроном и философ[1] (умер в 1607 году).
- Джон Джерард, английский ботаник (умер в 1612 году)[2].
- Румольд Меркатор, фламандский картограф и географ (умер в 1599 году).
- (возможно, 1546) Валентин Ото, немецкий математик и астроном (умер в 1603 году).

## Скончались
См. также: Категория:Умершие в 1545 году
- Кристоф Рудольф, немецкий математик, который ввёл в математику знак радикала (род. в 1499 году).
- Франсиско де Орельяна, испанский штурман и конкистадор, первооткрыватель Амазонки.